# Butig
Butig é um município de  sexta classe de renda municipal (d) na província Lanao do Sul, nas Filipinas. De acordo com o censo de 1 de maio  de  2020 possui uma população de 22 768 pessoas e 3 591 domicílios.